# Miloud Ataouat
Miloud Ataouat (13 de marzo de 1957, Uargla, Argelia - 25 de febrero de 2005; Marsella, Francia) fue un piloto de Rally raid y empresario argelino, especializado en camiones, campeón en una ocasión del Rally Dakar.

## Carrera Deportiva
Fue trabajador, empresario de la Sociedad Nacional de Vehículos Industriales de Argelia y piloto de camiones de enduro.
En 1980, se inscribió junto a Hadj Daou Boukrif y Mahiedine Kaoula en el Rally Dakar de 1980, en la categoría inaugural de camiones con el prototipo Sonacome M210 6x6, consagrándose campeón en la única edición que participó.

## Resultados

### Rally Dakar
| Año     | Categoría | Vehículo      | Copiloto                             | Posición |
| ------- | --------- | ------------- | ------------------------------------ | -------- |
| 1980    | Camiones  | Sonacome M210 | Hadj Daou Boukrif / Mahiedine Kaoula | 1.º      |
| Fuente: |           |               |                                      |          |